# Willowbrook (Metro de Los Ángeles)
Willowbrook/Rosa Parks es una estación en las líneas A y C del Metro de Los Ángeles y es administrada por la Autoridad de Transporte Metropolitano del Condado de Los Ángeles. Se encuentra localizada en Willowbrook (California), entre Imperial Highway y Wilmington Avenue.

## Conexiones de autobuses
- Metro Local: 55, 120, 121, 202, 205, 305, 355, 612
- Metro Rapid: 753
- Gardena Municipal Bus Lines: 5
- LADOT DASH: Watts